# Mária

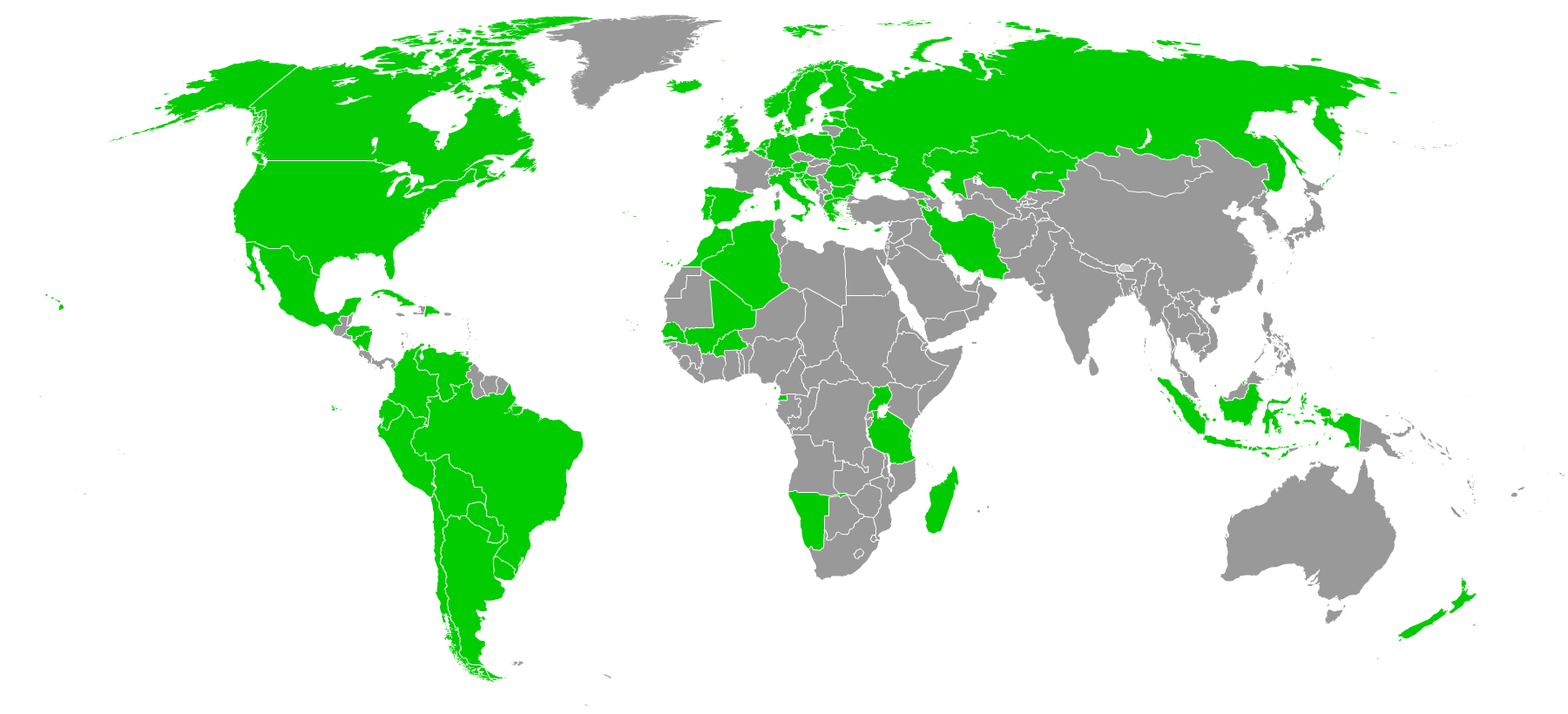
Popularité du prénom Maria autour du monde en 2013.

Mária est un prénom hongrois féminin.

## Équivalents
- Mariya en russe, ukrainien et bulgare.

## Personnalités portant ce prénom
- Pour l'ensemble des articles sur les personnes portant ce prénom, consulter :
  - la liste des articles dont le titre commence par ce prénom
  - les listes produites par Wikidata : Liste des personnes de prénom « Mária » — même liste en incluant les éventuels prénoms composés qui contiennent « Mária ».